# گادفری (ایلینوی)
گادفری کجاست؟
گادفری (به انگلیسی: Godfrey) یک روستا در ایالات متحده آمریکا است که در شهرستان مدیسن، ایلینوی واقع شده‌است. گادفری ۹۵٫۰۸ کیلومتر مربع مساحت و ۱۷٬۹۸۲ نفر جمعیت دارد.